# هجوم القدس نوفمبر 2014
هجوم القدس نوفمبر 2014 هو عملية دهس نفذها أحد عناصر حركة حماس حدثت في 5 نوفمبر 2014 في القدس حيث استهدف حشد من المواطنين الإسرائيليين في محطة انتظار قطار القدس الخفيف في حي شمعون هتصديك في القدس.

## الهجوم
قاد منفذ الهجوم شاحنته، واصطدم بحشد من الإسرائيليين في محطة انتظار قطار القدس الخفيف، وقام أحد عناصر الشرطة الإسرائيلية بإطلاق النار على السائق وقتله. أسفر الهجوم عن مقتل شخص واحد وإصابة أربعة عشر بجروح.

## المُنفِّذ
منفذ العملية هو إبراهيم العكاري، من حي شعفاط، من عرب 48 يحمل الجنسية الإسرائيلية، وكان معروفًا بتأيده لحماس. أخوه موسى العكاري كان عضوًا في خلية حماس المشاركة في عملية أسر الجندي نسيم تولدانو عام 1992، وأُفرج عنه من السجون الإسرائيلية في صفقة شاليط وهاجر إلى تركيا. قالت عائلته أن استشهاده جاء ردًا على التعديات الإسرائيلية على الحرم القدسي الشريف. وقد حضر جنازته الآلاف من الفلسطينيين الذين يحملون لافتات مباركة للعملية ومؤيدة لإبراهيم العكاري، وتدعو إلى المزيد من العمليات ضد الجنود الإسرائيليين.